# Myggbett

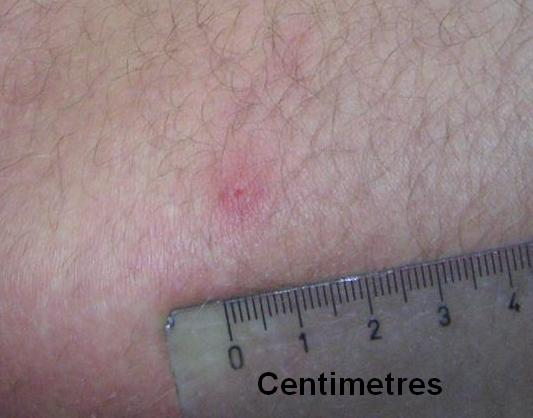
Myggbett

Ett myggbett är det bett och kroppens reaktion på bettet som en stickmygga ger.

## Orsak
Myggorna dras till speciella dofter. Enligt nätläkarsajten Webmds kartläggning är det främst ämnen och mängder som utsöndras av svettiga, gravida, överviktiga, personer med sexlust och personer med högt kolesterolvärde som intresserar myggorna. Det anses vara en förklaring till varför vuxna drabbas i högre utsträckning än barn.
För att hindra att blodet koagulerar sprutar myggan in lite saliv i bettet när den vill suga blod. Detta saliv får dock kroppens immunförsvar att reagera, vilket skapar ett synligt bett. Dessutom bidrar saliven direkt till att det kliar.

## Symptom
Vanligaste symptomen är lätt svullnad, sveda och klåda, men dessa brukar gå över inom några dagar. Symptomen varierar dock mellan personer. Man behöver bara uppsöka vård om man oroas av myggbetten.
Man bör undvika att klia på myggbett, annars kan klådan förvärras, läketiden förlängas och en infektion uppstå. Det går att lindra symptomen genom att behandla myggbettet med exempelvis en isbit, alsolsprit eller kylbalsam.

## Sjukdomar
Myggor sprider sjukdomar i världen, exempelvis malaria.
I Sverige kan myggor sprida harpest och ockelbosjuka. Dessa är dock förhållandevis ovanliga. Med jämna mellanrum kan dock epidemier uppstå.

## Förebygga myggbett
Man kan förebygga myggbett genom att undvika att vistas på myggtäta platser, bära heltäckande ljusa kläder (myggor dras till mörka färger), inta vanlig allergimedicin med antihistaminer (förebygger klåda och svullnad) eller använda myggmedel som lurar bort myggorna med hjälp av starka dofter.
Det finns även apparater som utsöndrar en doft som myggorna inte tycker om, vilket skapar en myggfri zon i apparatens närhet.